# Петрос (пелікан)

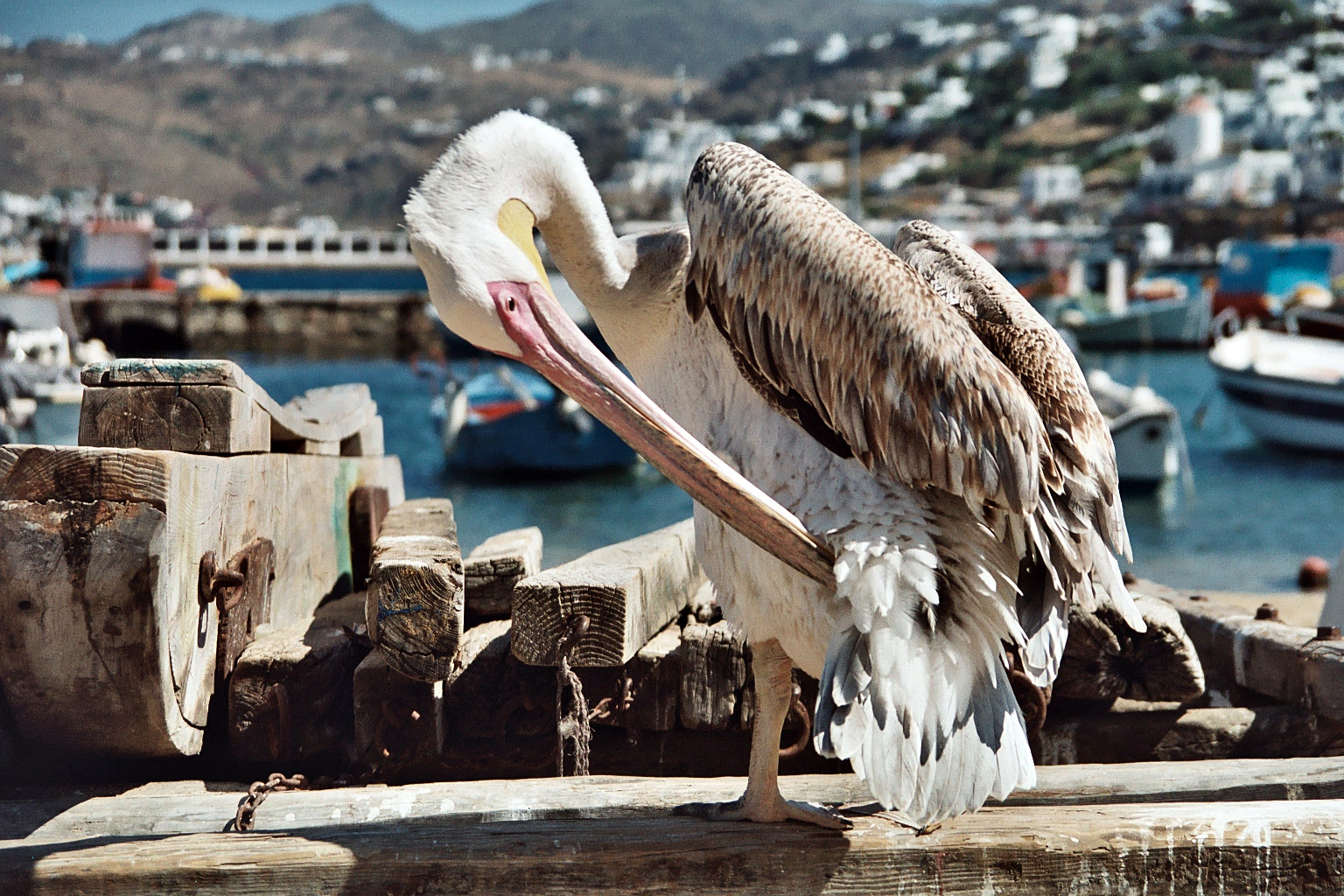
Фото Петроса 2003 року

Пелікан Петрос (грец. Πέτρος ο πελεκάνος) — рожевий пелікан, офіційний талісман грецького острова Міконос, Кіклади.

## Історія
1958 року місцевий рибалка під час шторму знайшов пораненого рожевого пелікана. Він забрав його до порту, там птаха вилікували, добре годували. Зрештою він залишився жити серед людей і отримав від міконосців ім'я Петроса. Ручний пелікан крім того став справжнім символом острова, притягуючи увагу туристів.
Однак 2 грудня 1985 року птаха зачепив автомобіль і протягнув кілька метрів. Цього разу птаха вилікувати не вдалось. Ця подія мала такий резонанс, що майже одночасно Джекі Кеннеді-Онасіс подарувала міконосцям рожевого пелікана (її назвали Ірині), а також Гамбурзький зоопарк направив на острів пелікана, названого також Петросом.
На початку 1995 року мешканці Міконоса знайшли ще одного пораненого молодого пелікана. За традицією, його вилікували і дали ім'я Ніколаоса. Сам птах дуже швидко адаптувався до життя серед людей, а також потоваришував зі своїми двома попередниками.
Відтак нині на острові мешкають три ручних пелікани, вони вільно гуляють вулицями, традицією для туристів стало годування птахів. Деякі готелі на острові названі на честь Пелікана Петроса (Pelican Art Hotel, Pelican Hotel тощо).